# Looking for a friend
Looking for a friend is een single van Nits, dan nog The Nits. De single is niet afkomstig van een reguliere elpee.
De single is grotendeels opgenomen in de Rockfield Studio in Wales. De A-kant is afkomstig van Henk Hofstede, die samen met Rob Kloet de drijvende kracht achter Nits bleef. De B-kant is geschreven door Michiel Peters, die in 1985 de band zou verlaten. Het plaatje vormde de breuk met Durecoplugger Jean Pierre Burdorf, die The Nits in de (volgens de band verkeerde) grondverf had gezet.
Musici
- Henk Hofstede – gitaar, toetsinstrumenten, zang
- Michiel Peters – gitaar, zang
- Alex Roelofs – basgitaar, zang en ontwerp platenlabel
- Rob Kloet – slagwerk, zang

De vorige single Yes or no wist nog de Tipparade van de Nederlandse Top 40 te bereiken, dat gold niet voor Looking for a friend en ook niet voor haar opvolger Umbrella.